# Thomas Addison

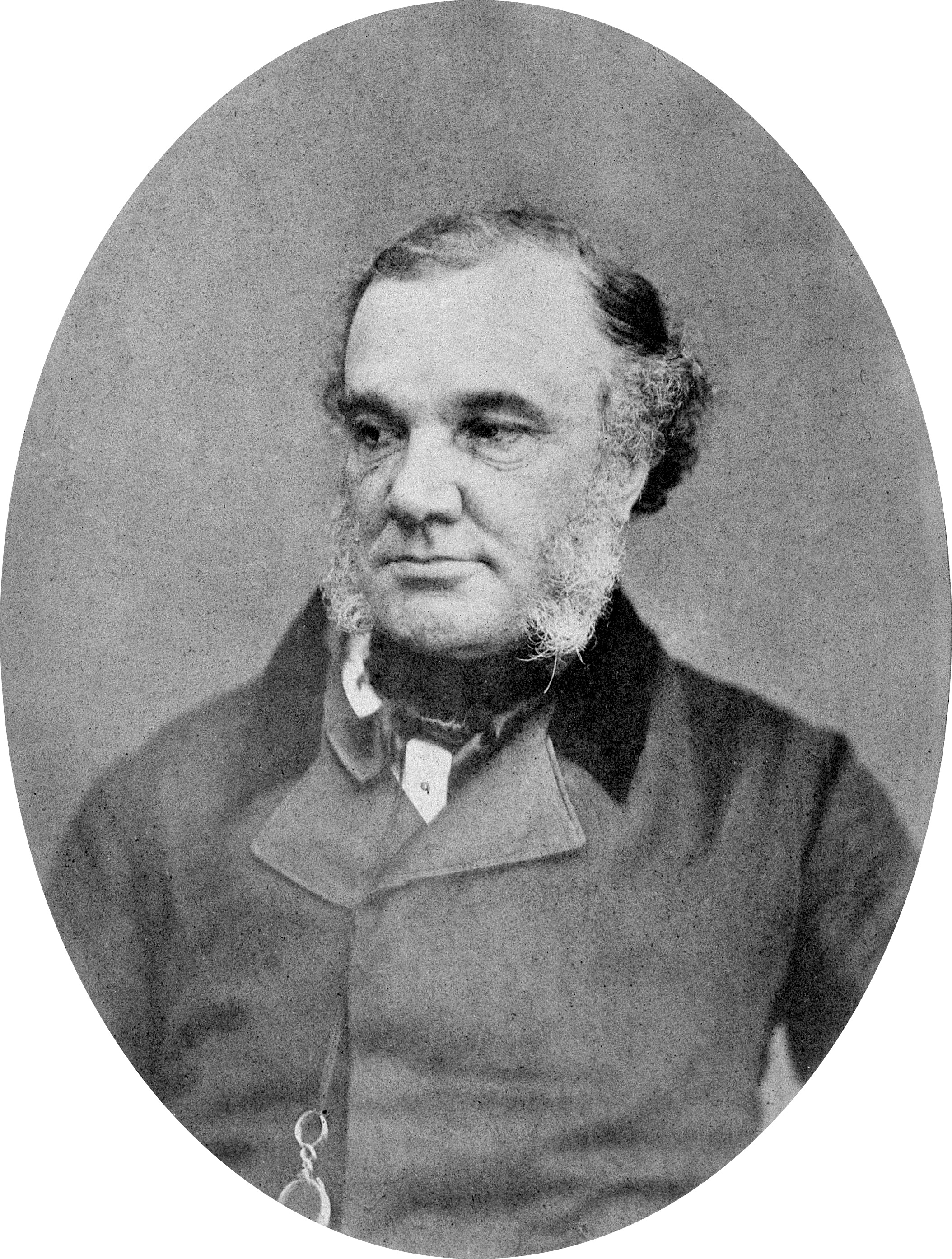
Thomas Addison

Thomas Addison (ur. w kwietniu 1793 w Longbenton, zm. 29 czerwca 1860 w Bristolu) – lekarz angielski.
Thomas Addison był lekarzem anatomopatologiem i autorem prac o zapaleniu płuc, gruźlicy i anemii. Sławę zyskał dzięki opisowi cisawicy, nazwanej z czasem chorobą Addisona, trafnie uznawszy ją za skutek nieprawidłowego funkcjonowania nadnerczy. Opisał także niedokrwistość złośliwą, inaczej zwaną chorobą Addisona-Biermera. Znany z poświęcenia, z jakim badał to schorzenie, cieszył się również wielkim uznaniem jako wykładowca. W latach 1820–1857 związany z londyńskim Guy’s Hospital (jako lekarz i prowadzący wykłady), dzięki niemu placówka ta zdobyła rozgłos jako szkoła medyczna. Po śmierci Addisona jego prace na temat gruźlicy, chorób skóry i zapalenia płuc opublikowano w pismach zbiorowych: A Collection of the Published Writings of... T. Addison (1868).